# Będziechowo (przystanek kolejowy)
Będziechowo – nieistniejący przystanek osobowy w Będziechowie, w województwie pomorskim, w Polsce.